# 李大信
李大信，北宋初年党项羌族军事首领。
雍熙元年（984年），随李继迁占地斤泽，领兵四出侵扰宋地。同年九月，北宋知夏州尹宪，都巡检使曹光实将其击破，雍熙二年，跟随李继迁等赴银州向曹光实诈降，设计伏杀曹光实，入据银州。与众人议推李继迁为定难节度使、西平王，以号令党项羌。后采纳张浦主张，暂不称王，称都知蕃落使，权知定难军留后。李大信被封为蕃部指挥使。淳化四年（993年），李继迁想要图谋原居五州地，李大信为蕃部都指挥使，领兵进攻北宋庆州，不胜而还。